# Pravno-ekonomska fakulteta v Ljubljani
Pravno-ekonomska fakulteta, s sedežem v Ljubljani, je bivša fakulteta, ki je bila članica Univerze v Ljubljani.

## Zgodovina
Fakulteta je bila ustanovljena v študijskem letu 1954/55, ko sta se združili Pravna in Ekonomska fakulteta. Fakulteta je razpadla nazaj na dve fakulteti v študijskem letu 1956/57.